# José Ramón Garmabella
José Ramón García Manzano Abella (México D. F., 1945 - 6 de noviembre de 2010), más conocido por su pseudónimo José Ramón Garmabella, fue un periodista y escritor mexicano.
Fundador de 24 horas, fue autor de numerosas biografías; son suyas obras como Pasionaria (1977), Reportero de policía (1982), Renato por Leduc (1983), Pedro Vargas (1985), El grito de Trotsky (2007), o El criminólogo (2007), entre otras.
El grito de Trotsky, publicada en 2007, es una biografía del asesino de León Trotski, el español Ramón Mercader. Considerada en el momento de su publicación la «biografía más completa escrita hasta ahora sobre el personaje», ha sido descrita sin embargo como «un trabajo superficial y superfluo, de inocultable tufillo stalinista» por el historiador peruano Gabriel García Higueras.

## Obras
- La Pasionaria, 1977
- Dr. Alfonso Quiroz Cuarón: sus mejores casos de criminología, 1980
- Reportero de policía: el güero Téllez, 1982
- Renato por Leduc: apuntes de una vida singular, 1983 (conversaciones con el escritor Renato Leduc)
- Pedro Vargas, una vez nada más, 1985
- Don José, el de los toros: retrato concluso de Pepe Alameda, 1990
- Por siempre Leduc, 1995
- El grito de Trotsky: Ramón Mercader, el hombre que mató al líder revolucionario, 2006
- El criminólogo: los casos más impactantes del Dr. Quiróz Cuarón, 2007 (nueva edición del libro de 1980)
- El grito de Trotsky : Ramón Mercader, el asesino de un mito, 2007 (edición española del libro de 2006)
- Grandes leyendas del boxeo, 2009